# Rineloricaria caracasensis
Rineloricaria caracasensis är en fiskart som först beskrevs av Pieter Bleeker 1862.  Rineloricaria caracasensis ingår i släktet Rineloricaria och familjen Loricariidae. Inga underarter finns listade i Catalogue of Life.